# 안정훈 (작곡가)
안정훈(1971년 5월 2일 ~ )은 대한민국의 작곡가, 작사가, 가수, 음악 프로듀서이다.

## 학력
- 홍익대학교 건축학과

## 약력
홍익대학교 건축학 학사 출신이다. 1990년 5인조 록 밴드 피노키오(Pinocchio)로 데뷔한 뒤부터 리드 기타를 담당했지만 1994년 리드 보컬을 담당하고 있던 멤버 김성면과 함께 탈퇴했다. 1996년에는 임재욱과 함께 2인조 음악 그룹 포지션(Position)을 결성했지만 1999년 탈퇴하고 만다. 2009년 서울 한림연예예술고등학교 실용음악과 학과장으로 임명되었고 2012년에는 서울종합예술학교 뮤직 프로덕션과 교수로 임용되기도 했다.

## 음반 목록

### 정규 음반
피노키오
- 1992년 - 1집 《다시 만난 너에게》

포지션
- 1996년 - 1집 《후회없는 사랑》
- 1997년 - 2집 《Wine & Tears》
- 1998년 - 3집 《Feel So Good》
- 1999년 - 4집 《Blue Day》
- 2002년 - 5집 《The romanticist》
- 2007년 - 6집 《애가(愛歌)》

### 비정규 음반
피노키오
- 1990년 - 《내 사랑은》
- 1994년 - 《PINOCCHIO》

포지션
- 2000년 - 《I Love You...》
- 2003년 - 《On The Road》
- 2005년 - 《Position Remake 2005: Renaissance...》

### 참여 음반
- 2001년 - 핑클 3.5집 《Memories & Melodies》
- 2002년 - 핑클 4집 《영원》
- 2003년 - 이효리 1집 《STYLISH...E hyOlee》
- 2004년 - SBS 드라마 《파리의 연인》 OST
- 2004년 - 영화 《그 놈은 멋있었다》 OST
- 2006년 - SBS 드라마 《서동요》 OST
- 2007년 - MBC 무한도전 《강변북로 가요제》
- 2008년 - KBS 드라마 《대왕 세종》 OST
- 2008년 - KBS 드라마 《대왕 세종》 OST Part.2
- 2008년 - MBC 드라마 《내 여자》 OST
- 2009년 - SBS 드라마 《시티홀》 OST